# Lasioglossum appositum
Lasioglossum appositum är en biart som först beskrevs av Rayment 1939.  Lasioglossum appositum ingår i släktet smalbin, och familjen vägbin. Inga underarter finns listade i Catalogue of Life.

## Bildgalleri

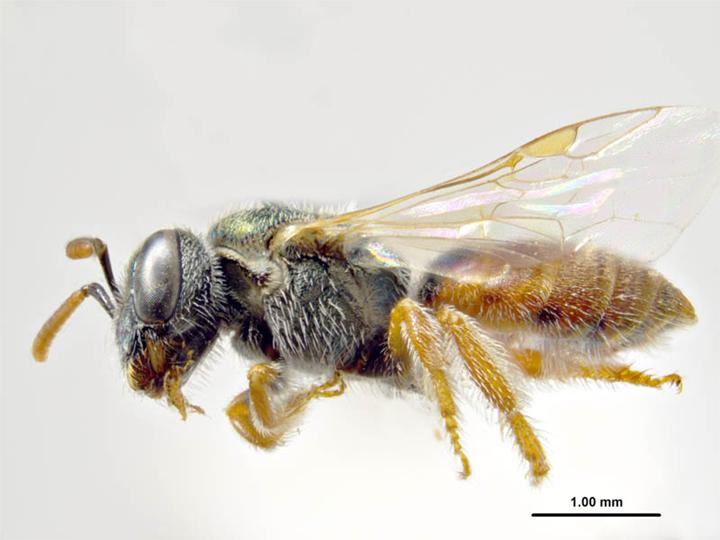
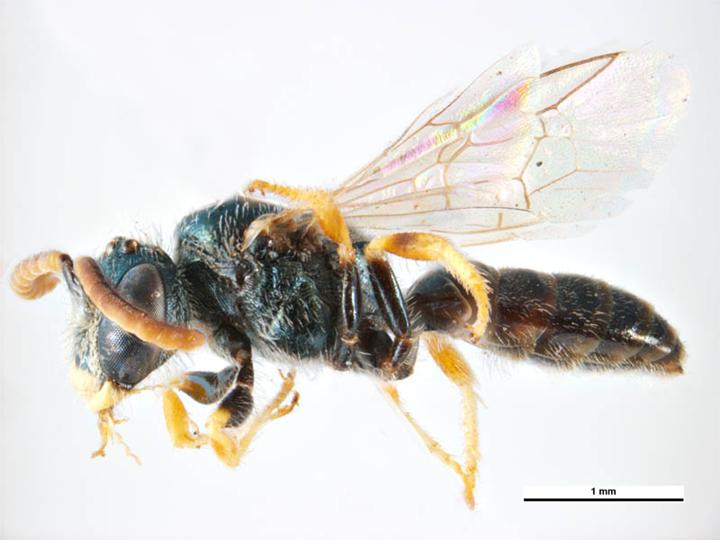